# Joni Kanerva
Pour les articles homonymes, voir Kanerva.
Joni Kanerva, né le 19 février 1995 à Kotka, est un coureur cycliste finlandais.

## Biographie
En 2016, Joni Kanerva obtient trois victoires sur des épreuves espagnoles, avec l'équipe Frioatero OK. Il devient également champion de Finlande sur route dans la catégorie espoirs (moins de 23 ans). 
En 2017, il est recruté par le CC Villeneuve Saint-Germain, club français évoluant en division nationale 1. En été, il rejoint l'équipe continentale koweïtienne Memil. En septembre, il chute lourdement aux mondiaux espoirs de Bergen et se fracture une clavicule ainsi que deux côtes.

## Palmarès
- 2016
  -  Champion de Finlande sur route espoirs
- 2017
  - 3e du championnat de Finlande sur route espoirs
- 2019
  - 3e du championnat de Finlande sur route

## Classements mondiaux
| Année                                 | 2016  | 2017  | 2018  | 2019  | 2020  |
| ------------------------------------- | ----- | ----- | ----- | ----- | ----- |
| Classement mondial                    | 1766e | 1589e | 3089e | 1760e | 1404e |
| UCI Europe Tour                       | 1172e | 1002e | 2044e | 1162e | 1054e |
|                                       |       |       |       |       |       |
| Légende : nc = non classéSource : UCI |       |       |       |       |       |